# Salix variegata
Salix variegata är en videväxtart som beskrevs av Adrien René Franchet. Salix variegata ingår i släktet viden, och familjen videväxter. Inga underarter finns listade i Catalogue of Life.